# Municipio de Grant (condado de Story)
El municipio de Grant (en inglés: Grant Township) es un municipio ubicado en el condado de Story en el estado estadounidense de Iowa. En el año 2010 tenía una población de 1310 habitantes y una densidad poblacional de 14,31 personas por km².

## Geografía
El municipio de Grant se encuentra ubicado en las coordenadas 41°59′11″N 93°31′29″O / 41.98639, -93.52472. Según la Oficina del Censo de los Estados Unidos, el municipio tiene una superficie total de 91.56 km², de la cual 91,55 km² corresponden a tierra firme y (0,01 %) 0,01 km² es agua.

## Demografía
Según el censo de 2010, había 1310 personas residiendo en el municipio de Grant. La densidad de población era de 14,31 hab./km². De los 1310 habitantes, el municipio de Grant estaba compuesto por el 95,04 % blancos, el 1,07 % eran afroamericanos, el 0,61 % eran asiáticos, el 2,44 % eran de otras razas y el 0,84 % eran de una mezcla de razas. Del total de la población el 3,74 % eran hispanos o latinos de cualquier raza.